# Ławeczka Hanki Bielickiej w Łomży
Ławeczka Hanki Bielickiej w Łomży – pomnik aktorki i artystki kabaretowej, który od 12 czerwca 2023 roku znajduje się na zrewitalizowanym Starym Rynku. Wcześniej był zlokalizowany przy ulicy Farnej, przy zbiegu ulic Dwornej i Starego Rynku. Upamiętnia Hankę Bielicką, która niemal cały okres dzieciństwa i młodości w II Rzeczypospolitej spędziła w Łomży.
Uroczyste odsłonięcie pomnika-ławeczki odbyło się w niedzielę, 11 listopada 2007. Pomnik powstał dzięki fundatorom – Romanowi Englerowi, Janowi Kurpiewskiemu i Markowi Mackiewiczowi, pod honorowym patronatem prezydenta miasta Jerzego Brzezińskiego.
Rzeźba odlana w brązie jest dziełem rzeźbiarza Michała Selerowskiego. Przedstawia aktorkę siedzącą na ławce w wielkim kapeluszu. Na oparciu ławki widnieje podpis Hanny Bielickiej.